# 山田玲司
山田 玲司（やまだ れいじ、1966年1月8日 - ）は、日本の漫画家。東京都出身、埼玉県越谷市在住。多摩美術大学美術学部絵画学科油絵専攻卒。

## 略歴
東京都中央区日本橋生まれ。7歳から埼玉県越谷市にて育つ。
幼少期は恐竜学者や画家になりたいと漠然とした夢を抱いていた。小学生の頃、週刊少年チャンピオンに連載されていた『ブラック・ジャック』を読み、手塚治虫の作品に出会う。その後、手塚の著書『マンガの描き方』に感銘を受け、小学6年生時分に漫画家を志す決意を固めた。中学に進学し、13歳で週刊少年チャンピオン編集部のある秋田書店へ持ち込みを始める。高校では創作研究同好会に入って漫画漬けの日々を送る。高校在学中、父親に薦められた美術大学受験のために、放課後は予備校に通い、多摩美術大学に現役合格する。
大学では、たかはまこから漫画やその後についてのアドバイスを受けたという。かつては、江川達也のアシスタントを務めていた（当時のチーフアシスタントは藤島康介）。初期作品のアシスタントに、大学時代の後輩であるウエダハジメや冬目景、きらたかしなどがいる。在学中だった1986年、『コミックモーニング』に掲載された『17番街の情景』にて漫画家デビューを果たす。
デビュー後は、連載作品が4度も打ち切られるなど、しばらく不遇の時代を過ごす。1991年に『ヤングサンデー』で連載を開始した『Bバージン』がヒット。その後は各界著名人へのインタビュー漫画『絶望に効くクスリ』、自身の美大受験体験を基に『美大受験戦記アリエネ』などを連載した。多摩美術大学の漫研に在籍していた沙村広明は、大学祭のときに漫研OBである山田から持ち込みを勧められたことがデビューのきっかけであるとしている。
女性のための恋愛コミックエッセイ『モテない女は罪である』など、一般書籍も多数執筆している。
2014年10月から、ニコニコチャンネルにて『山田玲司のヤングサンデー』を毎週水曜日に配信。番組名はヤングサンデー創刊から休刊まで関わったこと、休刊で喪失感を味わい、当時の何でもありの空気が好きだったことなどが由来。当初は小学館黙認であったが、同社社員がゲスト出演以降は（会社として何かをするわけでないものの）番組名のみ認めるとし、いずれは小学館と何らかのかたちでコラボしたいと述べている。番組のモットーは「ゴキゲン主義」。 
2021年3月から、AuDeeにて『山田玲司とバグラビッツ』を毎週日曜22時に配信中。
動画生配信などが話題となり、2022年5月ごろよりYahoo! JAPANでの検索数が徐々に伸びたことから、Yahoo!検索大賞 2022におけるネクストブレイクカテゴリー3名のうちの1名に選出された。

## 作品リスト

### 漫画作品
- 17番街の情景（コミックモーニング、1986年 - 1988年）
- RAIN（1986年）
- COLD（コミックモーニング、1987年）
- 真夜中の蒸気船（コミックモーニング、1987年）
- 眠れぬ夜のために（週刊ヤングサンデー、1987年 - 1988年）
- 霧の降る夜に（コミックモーニング、1988年）
- 不器用なテレフォンフィッシュ（週刊ヤングサンデー、1988年）
- 木曜日の絵画達
- SWEET DREAMS（月刊アフタヌーン、1989年）
- 理想主義者の屍に乾杯（自費出版、1989年）
- 適応の条件（ロッキングコミック、1989年）
- イデオロキッズ（宝島、1990年）
- 駿河台ブレイクダウン（マンガ宝島、1990年）
- Bバージン（週刊ヤングサンデー、1991年 - 1997年）
- インディゴブルース（短編集、1992年）
- ストリッパー（ヤングサンデー増刊号「大漫王」、1994年）
- 心のジョアンナ（1994年）
- ドルフィン・ブレイン（第一部：週刊少年サンデー・第二部：週刊少年サンデー超、1995年 - 1997年）
- 人生裏口入学（コミッカーズ、1995年 - 2000年）
- あらいぐまタンピー（近代麻雀、1997年）
- アガペイズ（週刊ヤングサンデー、1998年 - 2000年）
- NG（週刊ヤングサンデー、2000年 - 2001年）
- ゴールドパンサーズ（週刊ヤングサンデー、2001年 - 2002年）
- 絶望に効くクスリ（週刊ヤングサンデー、2003年 - 2008年）
- ゼブラーマン（原作：宮藤官九郎、ビッグコミックスピリッツ、2004年 - 2005年）
- しあしご（木楽舎『ソトコト』、2005年 - 2007年）
- いのちの食べ方（アスコム『田原総一朗 責任編集 オフレコ！』、2005年）
- 水の鳥（短編集、2007年）
- ほんと未来はどうなるの？ あかりちゃんとタルト（フリーペーパー『豪快な号外』収録、2007年）
- ココナッツピリオド -地球温暖化を止めるウサギ-（ビッグコミックスピリッツ、2008年 - 2009年）
- エコエコパンドラ（まんがくらぶオリジナル、2008年 - 2009年）
- リア充ハンター ウサラッチ（FLASH、2009年）
- SOUL BOX MAN（近代麻雀、2009年）
- ゼブラーマン2 〜ゼブラシティの逆襲〜（原作：宮藤官九郎、月刊スピリッツ、2009年 - 2010年）
- 絶望に効く薬 敗者復活編（FLASH、2010年 - 2012年9月）※『マケデミー賞』改題
- 美大受験戦記 アリエネ（ビッグコミックスピリッツ、2011年 - 2014年）
- モテない女は罪である （大和書房、2014年）
- スーパースーパーブルーハーツ （クラブサンデー、2015年）
- CICADA（原作：山田玲司、作画：バナーイ、月刊!スピリッツ、2016年 - 2018年）
- シェアボーイ（漫画家 山田玲司 公式サイト、2017年 - ）
- 白亜（原作：山田玲司、作画・原案：愛☆まどんな 2019年）[12]

### 一般書籍
- アルマジロの木（どうぶつ社、1994年）ISBN 978-4-88622-002-8
  - アルマジロの木　画業25周年記念　スペシャル・エディション（復刊ドットコム、2011年）ISBN 978-4-83544-578-6
- 学校嫌い 江川達也×山田玲司 狂った教育から解放されるために（共著：江川達也、一迅社、2007年）ISBN 978-4-75801-077-1
- 非属の才能（光文社新書、2007年）ISBN 978-4-33403-429-0
  - 【改題】ハミ出す自分を信じよう（星海社文庫、2013年）ISBN 978-4-06138-943-4
- いますぐ考えよう!地球温暖化1 地球温暖化と自然環境 なぜおこる、なにがおこる（共著：田中優、岩崎書店、2008年）ISBN 978-4-26502-851-1
- いますぐ考えよう!地球温暖化2 地球温暖化と省エネルギー なにができる、なにがへらせる（共著：田中優、岩崎書店、2008年）ISBN 978-4-26502-852-8
- いますぐ考えよう!地球温暖化3 地球温暖化と自然エネルギー わたしたちの未来、みんなの地球（共著：田中優、岩崎書店、2008年）ISBN 978-4-26502-853-5
- キラークエスチョン 会話は「何を聞くか」で決まる（光文社新書、2009年）ISBN 978-4-33403-521-1
- 資本主義卒業試験（星海社新書、2011年）ISBN 978-4-06138-505-4
- おそらく彼は「もう1度話し合おう（涙）」と来ます。 でも実は、「しばらくほっておいたら、どうにかなるだろ」と思っています。 - 男の本音を密告する「恋の男子更衣室」（ワニブックス、2015年）ISBN 978-4-84709-387-6
- 見下すことからはじめよう 「中2」でなければ生き残れない（ベストセラーズ、2016年）ISBN 978-4-58413-724-6
- 年上の義務（光文社新書、2016年）ISBN 978-4-33403-917-2
- UMA水族館（文響社、2017年）ISBN 978-4-90507-394-9

## 出演など

### 舞台
- 夜の手塚治虫〜ここでしか語れない、黒くて妖しいオサムのこと。（2018年10月12日、吉祥寺シアター） - 手塚のアシスタント・山田玲司役[13]

### ラジオ
- アイデアノート（2023年10月15日・12月10日・2024年2月18日、NACK5）

### その他
- 2017年1月開始のテレビアニメ「けものフレンズ」について、同年3月上旬のヤングサンデーで考察を行った。その後、3月下旬に以下の媒体でコメントをした。
  - TOKYOFM「TIME LINE」2017年3月28日 - 『深夜アニメ「けものフレンズ」が支持される深い理由』
  - AERA 2017年4月10日号 - 『「けものフレンズ」がネットで20〜40代に受け入れられた理由』
- 芸人アニメ監督（2022年6月11日、フジテレビ） - ゲスト出演

## 関連人物
- 江川達也 - 漫画家。アシスタント経験がある。
- 藤島康介 - 漫画家。アシスタント時代の先輩。
- だろめおん - 漫画家。元アシスタント。
- ウエダハジメ - 漫画家。元アシスタント。大学の後輩。
- 冬目景 - 漫画家。元アシスタント。大学の後輩。
- 沙村広明 - 漫画家。大学の後輩。
- 石渡治 - 漫画家。
- 井上雄彦 - 漫画家。
- きたがわ翔 - 漫画家。山田を「玲ちゃん」と呼ぶほど親しい。漫画について語るWeb番組『れいとしょう（玲と翔、レイトショーを掛けている）』を不定期に配信している。2021年にきたがわが出した新書の帯には山田の名が載った。
- 軌保博光 - 環境活動家。
- 田中優 - 環境活動家。
- 枝廣淳子 - 環境ジャーナリスト、同時通訳者、翻訳家。